# Родионов, Леонид Алексеевич
Леонид Алексеевич Родионов (1934—1988) — советский конструктор в области корабельных обзорных радиолокационных станций, главный конструктор РЛС «Фрегат».

## Биография
Окончил Московский энергетический институт в 1957 году. Работал в КБ «Салют» на должностях инженера, главного инженера, начальника лаборатории комплексного проектирования, заместителя генерального директора и начальника КБ. В 1987—1988 годах был заместителем директора НИИ «Альтаир» по научной работе.

На испытаниях «Фрегата» произошел удивительный случай. В стволе орудия эсминца, который получил новую РЛС, разорвался снаряд. Осколки пушечного дула пробили дыру в решетке локатора. Но главный конструктор «Фрегата» Леонид Родионов заявил: он будет работать и в таком виде. И не ошибся.— М. Калашников «Эскадры красного гиганта»
Был женат. Отец двоих детей (Елена и Алексей (скончался в 2012 году)).
Похоронен на Введенском кладбище (участок № 30).

## Награды
- Орден Трудового Красного Знамени.
- Ленинская премия.